# Лубяны (Татарстан)
Лубяны (тат. Лубян, Lubän или тат. Лубия́н, Lubiän) — село в Кукморском районе Республики Татарстан России. Центр Лубянского сельского поселения.

## География
Село расположено на левом берегу Вятки (в отличие от остальной части района), при впадении в неё притока Лубянка, в 35 км к юго-востоку от Кукмора.
В Лубянах расположен лесхоз-техникум. Жилищный фонд составляет 33 тыс. м² общей площади.

## История
С 1938 по 2002 год Лубяны имели статус посёлка городского типа.

## Население
| 1959 | 1970  | 1979  | 1989  | 2002  | 2003  | 2004  |
| ---- | ----- | ----- | ----- | ----- | ----- | ----- |
| 6152 | ↘3530 | ↘2562 | ↘2183 | ↘1895 | ↘1700 | ↗1800 |

- рождаемость 9,0 %
- смертность 21,5 %
- естественный прирост населения отрицателен и составляет 12,5 %.

Мужчин — 48,2 %, женщин — 51,8 %. Лица в трудоспособном возрасте составляют 48,8 % населения поселка, моложе — 18,2 %, старше — 33,0 %. Средний размер семьи — 3,0 чел.
Национальный состав
В селе проживают татары (53,4 %), русские (39,6 %), удмурты (3,6 %), марийцы (1,4 %).

## Интересные факты
Село интересно тем, что относясь к Кукморскому району Татарстана, оно простирается и за его пределы: несколько домов села находятся на территории Мамадышского района Татарстана, и целая улица — на территории Удмуртской республики.